# Đường tỉnh 188
Đường tỉnh 188 hay tỉnh lộ 188, viết tắt ĐT188 hay TL188, là đường tỉnh ở các huyện, Yên Sơn, Chiêm Hóa và Lâm Bình, tỉnh Tuyên Quang .
Đường tỉnh 188 là trục dọc kết nối thành phố Tuyên Quang với các huyện: Yên Sơn, Chiêm Hoá, Lâm Bình, có tổng chiều dài 129 km, điểm đầu tại Km 151+660, Quốc lộ 2, xã Tứ Quận, huyện Yên Sơn. Điểm cuối giao với Đường tỉnh 185, xã Xuân Lập, huyện Lâm Bình. Trên tuyến có tổng số 3 cầu, tổng chiều dài 151,1 m, tình trạng khai thác tốt, trung bình.